# Camberwell
Pour les articles homonymes, voir Comté de Singleton et Camberwell (Victoria).

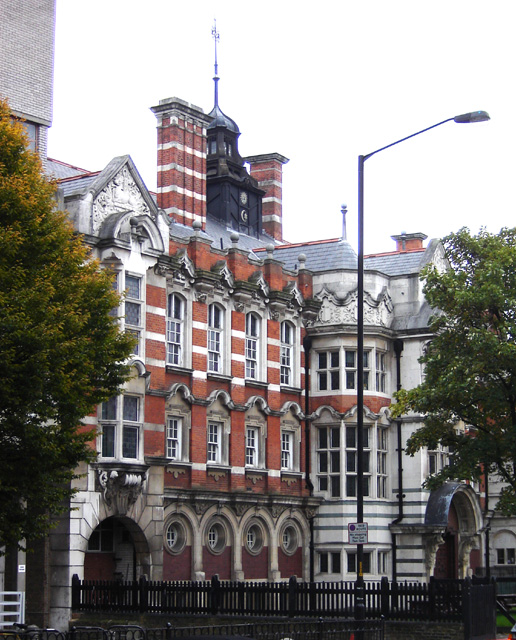
Art College de Camberwell

Camberwell est un quartier de Londres dans le district de Southwark.
Ce quartier est situé à 2,7 miles (4,3 km) au sud-est de Charing Cross.
À l'ouest, Camberwell est bordé par le district de Lambeth. C'est un quartier assez pauvre du sud de Londres, dont une population importante est originaire des Antilles, de la Jamaïque et d'Afrique. De nombreux étudiants sont également attirés par les loyers peu élevés et l'école d'Art de Camberwell.
Il y a également dans ce quartier un gros complexe hospitalier (King's College Hospital) et un hôpital psychiatrique (Maudsley Hospital).
Comme son voisin du sud, Brixton, l'était il y a 20 ans, c'est un quartier en pleine mutation.
Le quartier donne son nom au nom anglais du papillon Morio : Camberwell Beauty.
Près des endroits :
- Denmark Hill
- Walworth
- Peckham
- Vauxhall
- Brixton
- Kennington

Près des gares :
- Denmark Hill station
- Loughborough Junction

## Personnalité
- Edward Couch (1823-1848), officier de marine, y est né.
- Albert Houthuesen (1903-1979), artiste peintre, y a vécu de 1952 à sa mort[1].
- Sydney Wooderson (1914-2006), athlète spécialiste du demi-fond, y est né.
- Jadon Sancho (2000-), footballeur évoluant à Manchester United, y est né.